# Cecilia Gotor
Cecilia Gotor Martínez (Sevilla) es una investigadora y bioquímica española especializada en biología molecular. En 2024, fue incluida en la lista Highly Cited Researchers de la consultora estadounidense Clarivate Analytics, que identifica a investigadores cuya obra ha sido frecuentemente citada por otros científicos.

## Trayectoria
Se licenció en ciencias químicas por la Universidad de Sevilla (US) en 1984. Posteriormente, se doctoró en 1988 con una tesis en bioquímica y biología molecular titulada Estudios de regulacion e inmunologicos de las glutamato sintasas del alga verde chlamydomonas reinhardtii, en la que analiza cómo dos enzimas de un alga verde ayudan a fabricar una molécula de glutamato, esencial para el crecimiento de las plantas. Tras finalizar el doctorado, realizó estancias postdoctorales en Estados Unidos, en la Universidad de Nebraska-Lincoln entre 1989 y 1990, y en la Universidad Rutgers de 1991 a 1992.
Durante la década de 1990, se incorporó al Consejo Superior de Investigaciones Científicas (CSIC), donde comenzó su carrera como investigadora. Es profesora de investigación en el Instituto de Bioquímica Vegetal y Fotosíntesis (IBVF), un centro mixto del CSIC y la Universidad de Sevilla. Su trabajo se centra en el estudio del metabolismo del azufre y la señalización celular mediada por compuestos como el sulfuro de hidrógeno y el cianuro. Ha presentado y colaborado en múltiples proyectos de investigación, entre ellos el El poder de la cisteína, centrado en la ruta de biosíntesis de este aminoácido en plantas.  A partir de este trabajo, ha continuado explorando el papel de diferentes moléculas en la señalización intracelular. 
Lidera el grupo de investigación Metabolismo y señalización por sulfuro y cianuro, que estudia cómo el sulfuro regula procesos esenciales como la autofagia y la respuesta al estrés abiótico. También investiga la dualidad del sulfuro como nutriente y como regulador, y su interacción con otras moléculas implicadas en la señalización celular.
Además de su labor científica, participa activamente en actividades de divulgación científica, colaborando con iniciativas como las de la Sociedad Española de Bioquímica y Biología Molecular (SEBBM), donde ha compartido detalles de su trabajo a través de entrevistas y publicaciones dirigidas al público general.

## Reconocimientos
En 2024, Cecilia Gotor Martínez fue incluida en la lista Highly Cited Researchers de la consultora estadounidense Clarivate Analytics, que identifica a investigadores cuya obra ha sido frecuentemente citada por otros científico. Este reconocimiento refleja el impacto global de sus investigaciones en bioquímica vegetal, especialmente en el estudio del metabolismo del azufre.